# Kapaa
Kapaa és una concentració de població designada pel cens dels Estats Units a l'estat de Hawaii. Segons el cens del 2000 tenia 9.472 habitants.

## Demografia
Segons el cens del 2000, Kapaa tenia 9.472 habitants, 3.129 habitatges, i 2.281 famílies La densitat de població era de 374,98 habitants per km².
Dels 3.129 habitatges en un 40,6% hi vivien nens de menys de 18 anys, en un 51,1% hi vivien parelles casades, en un 15,0% dones solteres, i en un 27,1% no eren unitats familiars. En el 20,4% dels habitatges hi vivien persones soles el 6,2% de les quals corresponia a persones de 65 anys o més que vivien soles. El nombre mitjà de persones vivint en cada habitatge era de 2,99 i el nombre mitjà de persones que vivien en cada família era de 3,44.
Per edats la població es repartia de la següent manera: un 29,8% tenia menys de 18 anys, un 7,7% entre 18 i 24, un 29,3% entre 25 i 44, un 22,8% de 45 a 64 i un 10,4% 65 anys o més.
L'edat mediana era de 35,2 anys. Per cada 100 dones hi havia 98,16 homes. Per cada 100 dones de 18 o més anys hi havia 94,87 homes.
La renda mediana per habitatge era de 39.448 $ i la renda mediana per família de 45.878 $. Els homes tenien una renda mediana de 30.129 $ mentre que les dones 25.680 $. La renda per capita de la població era de 16.878 $. Aproximadament el 14,1% de les famílies i el 15,7% de la població estaven per davall del llindar de pobresa.

## Poblacions més properes
El següent diagrama mostra les poblacions més properes.